# Игнатенко, Дмитрий Николаевич
Дмитрий Николаевич Игнатенко  (бел. Дзмітрый Мікалаевіч Ігнаценка; род. 24 октября 1988, Могилёв) — белорусский футболист, полузащитник клуба «Серволюкс-Агро».

## Клубная карьера
Воспитанник могилевского «Днепра», играл за дубль клуба, а в сезоне 2007 являлся и в основном составе. Сезон 2008 провел в аренде в шкловском «Спартаке», после чего оказался на Дальнем Востоке в составе команды Второго дивизиона России «Сахалин».
В 2010 году вернулся в Белоруссию и выступал за шкловский «Спартак» и «Сморгонь» в Первой лиге. В 2012 году стал игроком микашевичского «Гранита», в составе которого провел успешный сезон (8 забитых мячей).
В декабре 2012 года подписал контракт с жодинским «Торпедо-БелАЗ», став первым приобретением автозаводцев в межсезонье. Но позже жодинский клуб укрепился другими игроками, и Дмитрий начал сезон 2013 на скамейке запасных. В результате лишь однажды вышел на поле (8 апреля в самом конце встречи с «Днепром»), и в апреле же был отдан в аренду в «Гранит».
В январе 2014 года, оставив «Торпедо-БелАЗ», подписал контракт с дебютантом Высшей лиги «Слуцком», но уже через месяц контракт был разорван. В результате в марте в очередной раз присоединился к «Граниту». Помог «Гранита» победить в Первой лиге 2014, а сам с 14 голами стал лучшим бомбардиром команды.
В феврале 2015 года продлил контракт с «Гранитом». В сезоне 2015 провел за клуб все 26 матчей чемпионата. В июле 2016 года в связи с финансовыми проблемами «Гранита» покинул клуб и присоединился к «Городее, где вскоре закрепился в качестве основного правого полузащитника. Оставался игроком стартового состава и в сезонах 2017—2018.
В январе 2019 года перешёл в солигорский «Шахтёр». Сыграл только в одном матче — 15 марта в Кубке Белоруссии против «Белшины» (1:0). В июне 2019 года покинул клуб.
В июле 2019 года стал игроком могилёвского «Днепра». Сначала выходил в стартовом составе команды, однако с сентября перестал появляться на поле. В декабре 2019 года контракт был разорван.
В начале 2020 года находился на просмотре в «Белшине», однако в феврале подписал соглашение с речицким «Спутником». В июле 2020 года по соглашению сторон покинул команду.
В январе 2021 года стал игроком «Сморгони». В августе покинул клуб.
В феврале 2022 года пополнил состав новополоцкого «Нафтана». Вместе с клубом стал чемпионом Первой Лиги. В январе 2023 года футболист покинул клуб.

## Достижения
- Чемпион Первой лиги Белоруссии: 2014, 2022
- Обладатель Кубка Белоруссии: 2018/19